# Merkers-Kieselbach

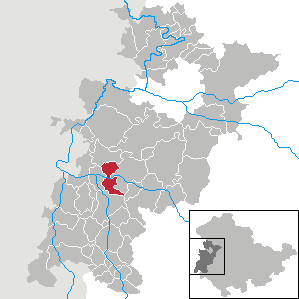
Ligging van de voormalige gemeente Merkers-Kieselbach in de Wartburgkreis

Merkers-Kieselbach was een Duitse gemeente in Thüringen, en maakt deel uit van de Wartburgkreis.

## Geschiedenis

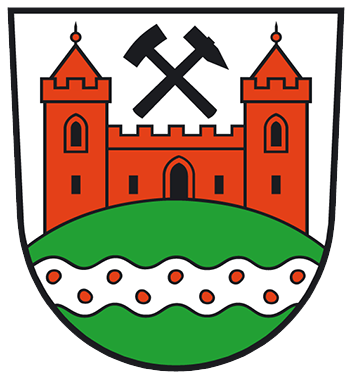
Wapen van de voormalige gemeente

De gemeente Merkers-Kieselbach ontstond in 1994 door een fusie tussen Merkers en Kieselbach. Op 31 december 2013 werd de gemeente ontbonden en fuseerde Merkers-Kieselbach met de gemeente Dorndorf tot de Krayenberggemeinde. Merkers-Kieselbach had een oppervlakte van 19.43 km² en telde op 31 december 2012 2.895 inwoners. De gemeente bestond uit de drie ortsteile Merkers, Kieselbach en Kambachsmühle.